# 구 서이면사무소
구 서이면사무소(舊 西二面事務所)는 대한민국 경기도 안양시 만안구 안양동에 있는 일제강점기의 건축물이다. 2001년 1월 16일 경기도의 문화재자료 제100호로 지정되었다. 안양시에 남아 있는 유일한 옛 관청 건물이다.

## 역사
구 서이면사무소는 1914년 3월 과천군 서이면의 면사무소로 세워진 건물이다. 서이면이 속하였던 과천군은 1914년 4월 행정구역 통폐합으로 시흥군에 속하게 되었다. 이에 따라 서이면 역시 시흥군 관할이 되었다.
1917년 상서면과 하서면을 합하여 서이면으로 통합하면서 지금의 자리로 이전되었다. 건물을 이전하며 지은 상량문에는 "조선을 합하여 병풍을 삼았다. 새로 관청을 서이면에 지음에 마침 천장절을 만나 들보를 올린다"고 적어 일제의 통치를 찬양하였다. 1941년 10월 서이면이 안양면으로 개칭됨에 따라 안양면사무소로 이름을 바꾸었다. 일제강점기 시기 면사무소는 조선총독부의 최하위 관청이었다. 일제가 전쟁을 지속하는 동안 면사무소는 징용대상자를 관리하고 공출이라는 이름으로 지역의 산물을 수탈하는 것과 같은 일을 하는 식민지배 기관이었다. 조선총독부는 중일 전쟁 이후 지방 행정 구역을 전시체 제로 재편하고 지방 행정을 담당한 관방에 자원과, 임시물자조정과와 같은 부서를 두었고 읍 면 단위에 이르기까지 각종 수탈업무를 관리하도록 하였다. 현재 복원된 건물에는 사무 공간을 전시실로 구성하여 당시 공출기록이나 징용 명단 등을 전시하고 더불어 안양지역의 독립유공자들을 소개하고 있다.
대한민국 정부 수립 이듬해인 1949년 안양면은 안양읍으로 승격하였다. 읍으로 승격하면서 현재의 안양백화점 자리에 안양읍사무소가 신축되어 면사무소는 더 이상 관청으로 쓰이지 않게 되어 삼성의원에 매각되었다. 1983년 건물은 다시 주인이 바뀌어 안양옥이라는 음식점이 되었다가 2000년 안양시가 매입하여 복원 하고 문화재자료로 등록하였다. 한편, 신축한 옛 안양읍사무소는 1973년 시로 승격되며 안양시청으로 쓰였으나 지금은 헐리고 없다.

## 건물

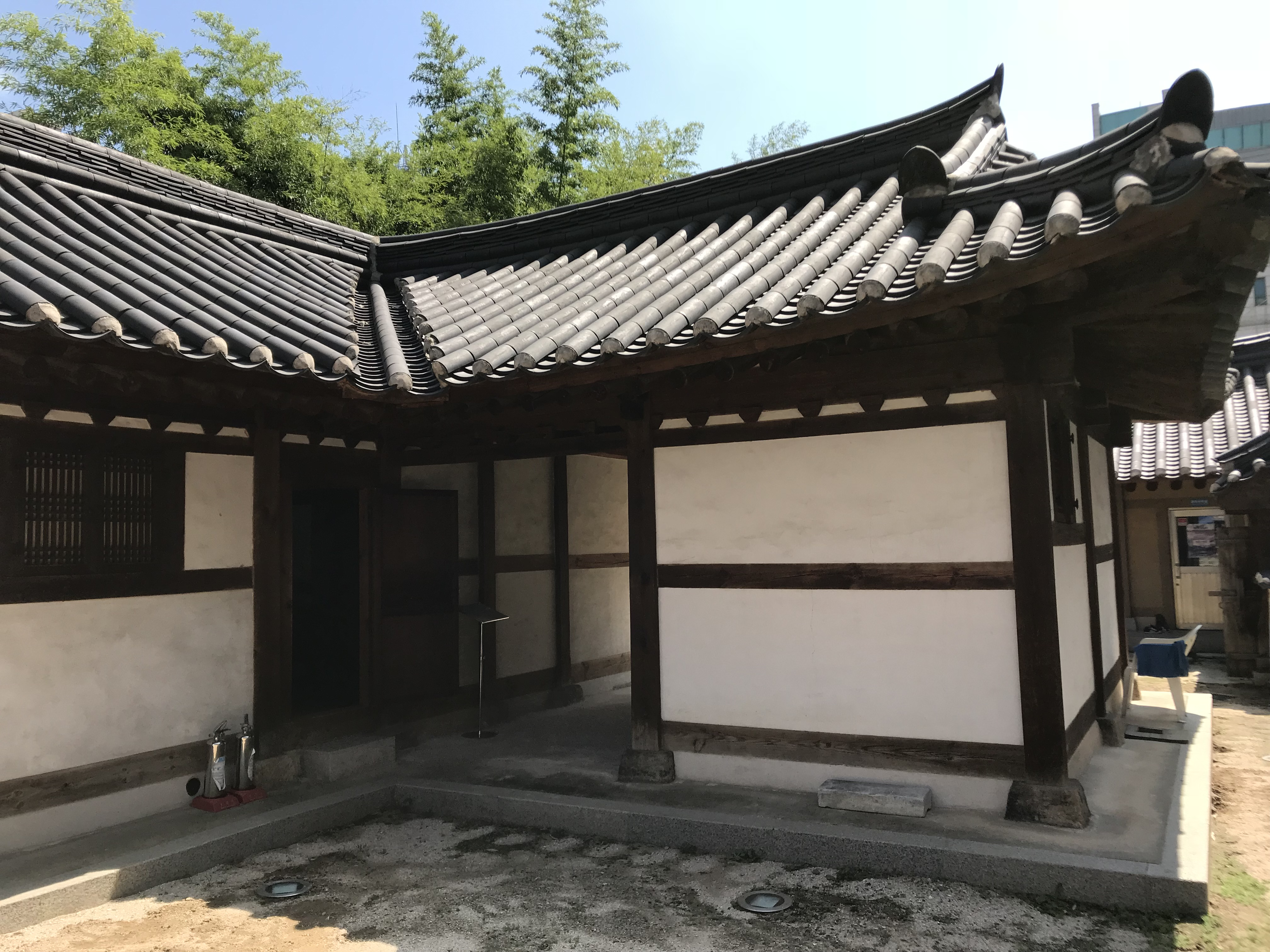
구 서이면사무소의 마당에서 본 입구

1914년 건축 당시 서이면사무소는 일(一)자 형태였으나 1917년 이전하면서 입구쪽을 증축하여 ㄱ자 모양이 되었다. 정면 6.5칸, 측면 2칸의 건물에 오른쪽으로 꺾여 2칸이 덧붙어 있다. 기둥은 네모나게 깍은 각주(角柱)이고, 주두나 공포가 없는 소로수장집으로 홑처마팔작지붕이 올려져 있다. 툇마루가 건물 뒤쪽에 놓이고 다섯개의 도리가 지붕을 받치는 후퇴 오가량(五樑架) 형식이다. 창호 등 부분적으로 변형이 있으나 전체 가구는 원형을 유지하고 있으며, 부재의 상태도 양호한 편으로 20세기 초반의 치목 및 가구 기법과 의장 수법을 간직하고 있으며 비교적 원형이 잘 남아 있다.
내부는 서이면사무소로 사용될 당시의 모습으로 복원되어 사무실 공간에는 관련 전시물이 놓여 있고 면장실과 숙직실 역시 복원되어 있다.

## 친일(親日) 논란
일제강점기 당시 조선의 경제를 수탈할 목적으로 수행 및 착취를 주도한 기관으로 알려졌고 상량식을 일본왕 생일 당일에 강행한 것으로도 알려져서 지역 사회에서도 친일 및 수탈 주도 논란으로 올랐다. 또 초대 면장이 조선총독부로부터 2차례에 걸쳐 훈장을 수여한 것으로 알려져 친일 논란이 되었으며 개소할 때도 일본왕 생일에 대들보를 올린다는 축사(祝辭)와 축문(祝文)이 있는 것으로 알려져서 친일 논란이 굳어졌다. 일제 중엽에는 학도병 및 성노예 징집과 창씨개명 정책에도 앞장섰던 것으로 알려졌다.

## 문화재 지정 논란
1999년 안양시청이 구서이면사무소의 매입과 복원 계획을 발표할 때부터 문화재 지정에 대한 논란이 있었다. 안양시는 1999년 현재의 건물을 매입하려 하였으나 시의회의 예산 삭감으로 이행하지 못하였고, 2000년 10월에서야 매입하였다. 그러나 복원 비용은 다시 삭감되어 2001년에야 예산에 편성되었다. 여러 시민단체들은 안양시의 복원 추진에 대해 일제 잔재의 복원 시도라며 반대하였다.
복원한 건물의 운영에 대해서도 시민단체와 시청간의 마찰이 있었다. 시민단체들은 일제 강점기의 관청을 복원하는 것이니 당시 수탈 자료를 함께 전시할 것과 문화재의 운영에 시민이 참여하도록 할 것을 요구하였다. 2004년 1월에는 시민단체 대표와 시청 직원 사이의 몸싸움이 벌어지기도 하였다. 이 과정에서 독립유공자의 후손이던 ‘안양 서이면 역사바로 알기 시민위원회’ 준비위원장 이형진씨가 시청직원으로부터 폭행을 당하기도 하였다. 수탈자료 전시 없이 건물의 외형만을 복원하였다는 비판을 받자 안양시는 시민단체의 요구를 수용하기로 하였다. 2004년 3월 12일 안양시와 조선총독부 서이면시민위원회는 옛 서이면사무소 운영위원회를 공동 구성하기로 합의하고 26일 운영의 전반을 관장하는 위원을 각 5명씩 추천하여 운영위원회 구성하였다. 그러나 시에서 추천한 위원 가운데 한 명에 대해 시민단체 측이 갈등의 원인을 제공한 사람이 위원으로 들어오는 것은 불가하다며 이의를 제기하여 진통을 겪었다. 시청 측은 이 인사의 추천 배경에 대해 어떠한 설명도 하지 않아 논란을 키웠다.
문화재 지정과 복원 단계에서 갈등을 빚은 이후 구 서이면사무소는 일제의 수탈과 안양 지역의 독립 운동을 전시하여 현재까지 무료 개방되어 방문객을 맞고 있다. 그러나 계속하여 문화재 지정 해지 또는 이전을 주장하는 요구가 있다. 한편, 2005년 당시 민족문제연구소 사무총장 조세열은 "역사 바로 세우기가 무조건적인 흔적 지우기가 되면 곤란"하다며 전국의 식민통치 유적이 아무 통제 없이 파괴되고 있는 것에 우려를 나타내면서 건축문화사적으로 가치 있는 건축물은 마땅히 보존되어야 한다는 입장을 보였다.

## 참고 자료
- 구서이면사무소 - 국가유산청 국가유산포털
- 구 서이면 사무소 보관됨 2018-06-30 - 웨이백 머신 - 안양시청 / 문화재